# 埃斯托拉克斯特別自然地區

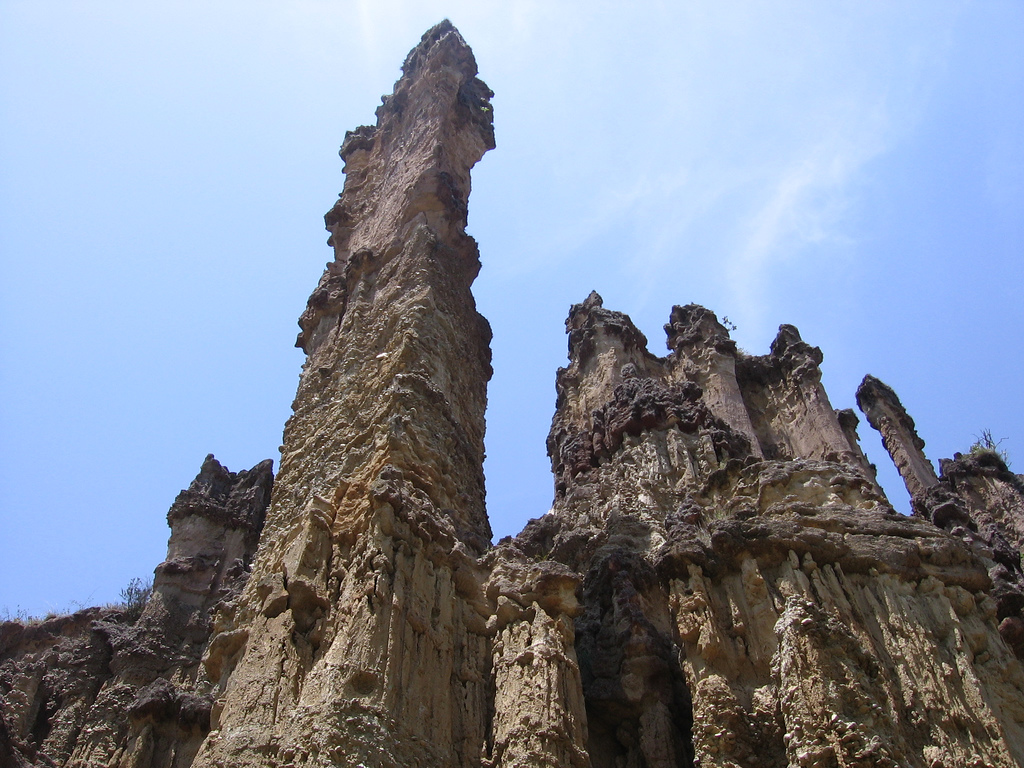

埃斯托拉克斯特別自然地區（西班牙語：Área natural única Los Estoraques），是哥倫比亞的自然保護區，位於該國部北桑坦德省，處於哥倫比亞東部山脈，成立於1988年8月24日，面積562平方公里，每年平均降雨量870毫米。